# Béla Balogh
Béla Balogh (Budapest, 30 dicembre 1984) è un allenatore di calcio ed ex calciatore ungherese, di ruolo difensore, tecnico del BKV Előre.

## Palmarès

### Club

#### Competizioni nazionali
- Coppa d'Ungheria: 1

Kecskemét: 2010-2011